# Leptosphaeria recutita
Leptosphaeria recutita är en svampart som först beskrevs av Karl Wilhelm Gottlieb Leopold Fuckel, och fick sitt nu gällande namn av E. Müll. 1950. Leptosphaeria recutita ingår i släktet Leptosphaeria och familjen Leptosphaeriaceae.   Inga underarter finns listade i Catalogue of Life.